# 1867 au Canada
Pour un article plus général, voir Chronologie du Canada.
Cet article traite des événements qui se sont produits durant l'année 1867 au Canada.

## Événements

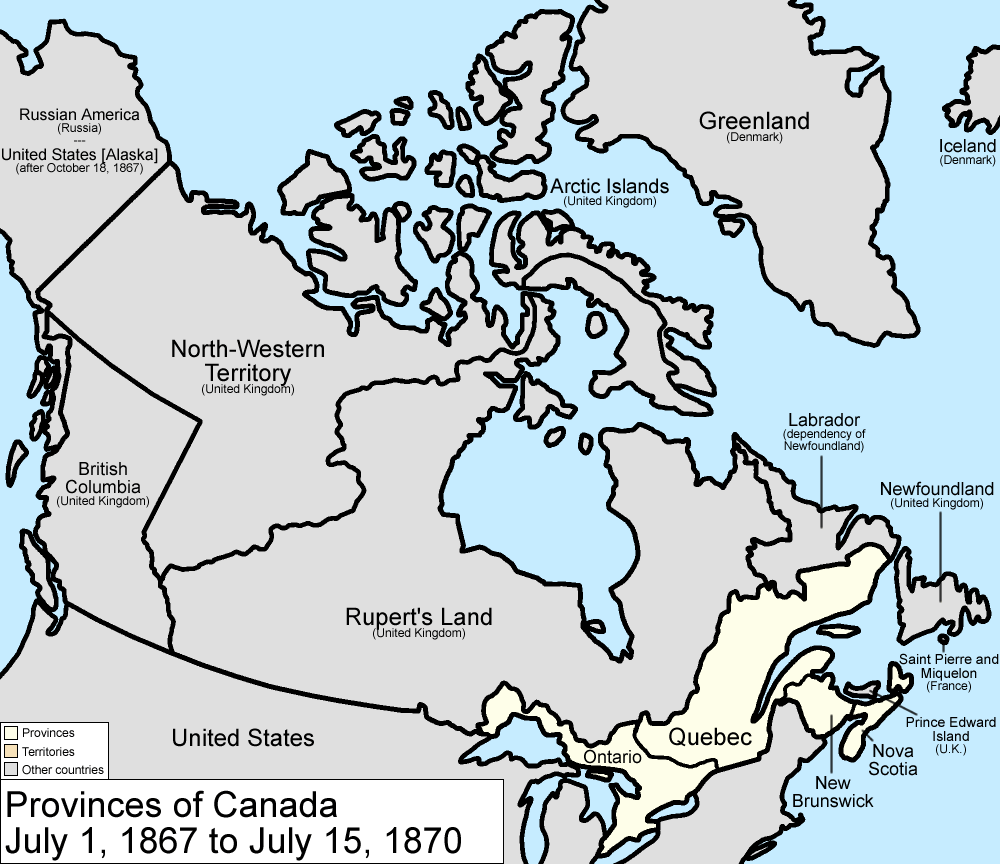
Carte des provinces du Canada comme elles étaient de juillet 1867 à juillet 1870.

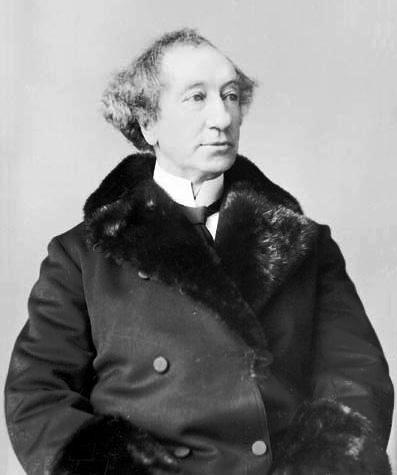
Sir John A. Macdonald

### Politique
- 29 mars : La Reine Victoria donne son assentiment royal à l'Acte de l'Amérique du Nord britannique.

- 1er juillet :
  - Confédération canadienne : l'Acte de l'Amérique du Nord britannique entre en vigueur et, en fédérant les colonies du Canada-Uni, du Nouveau-Brunswick et de la Nouvelle-Écosse, il donne naissance au Dominion du Canada.
  - John A. Macdonald devient le 1er Premier ministre du Canada.

- 16 août : Andrew Rainsford Wetmore devient premier ministre du Nouveau-Brunswick, remplaçant Peter Mitchell.

- 3 septembre : élection générale ontarienne de 1867.
- 20 septembre : première élection fédérale au Canada. Le Parti Conservateur remporte les élections.
- Septembre : élection générale québécoise de 1867. Mise en place du Gouvernement Pierre-Joseph-Olivier Chauveau.

- 6 novembre : première assemblée au Parlement du Canada.
- 7 novembre : William Annand devient premier ministre de Nouvelle-Écosse, remplaçant Hiram Blanchard.

- 27 décembre : le député conservateur Joseph-Godric Blanchet devient président de l'assemblée nationale du Québec

### Sport

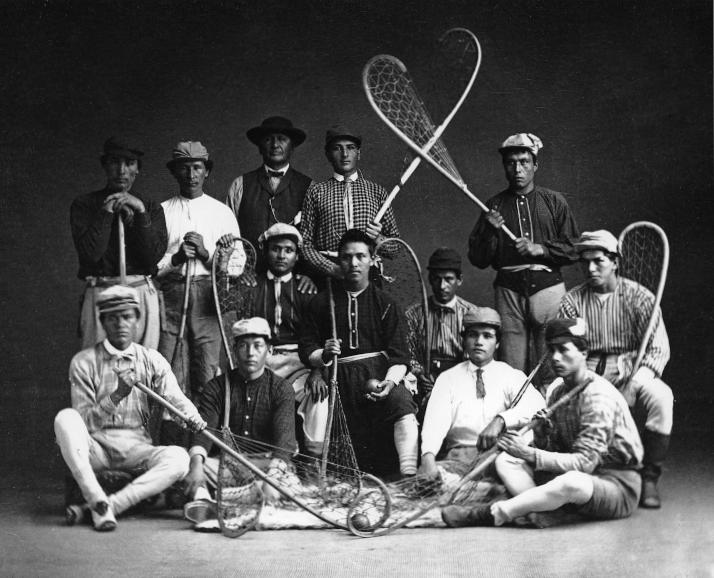
Club de crosse de Kahnawake en 1867

- L'équipe Paris crew de Saint-Jean (Nouveau-Brunswick) gagne une course d'aviron à l'Exposition universelle de 1867 à Paris.
- William George Beers rédige les règlements pour la crosse.

### Économie
- Charles-Théodore Viau fonde sa boulangerie et sa biscuiterie Viau à Montréal.
- Fondation de la Price Brothers and Company spécialisée dans les produits du bois.
- Fondation de la brasserie Moosehead Breweries.
- Fondation de la Banque Canadienne de Commerce. C'est une des deux banques qui fusionnèrent plus tard pour former la Banque Canadienne Impériale de Commerce
- 5 mars : fondation du journal Le Moniteur acadien au Nouveau-Brunswick.

## Social

### Culture
- Alexander Muir compose The Maple Leaf Forever, un chant patriotique canadien-anglais.

### Religion

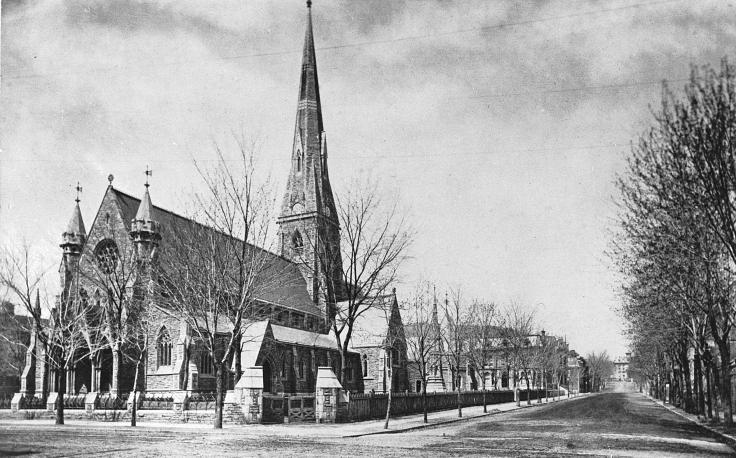
Cathédrale Christ Church de Montréal

- L'élection du diocèse de Rimouski avec comme évêque Jean-Pierre-François Laforce-Langevin.
- Les évêques de Québec lèvent un contingent de Zouaves pontificaux pour soutenir la lutte contre Garibaldi.
- 28 août : Charles-François Baillargeon devient archevêque de Québec.
- Consécration de la Cathédrale Christ Church de Montréal  par l'évêque anglican Francis Fulford.

## Naissances
- 25 janvier : Simon Fraser Tolmie, premier ministre de Colombie-Britannique.
- 2 février : Charles Saunders, botaniste
- 20 février : Flora MacDonald Denison (en),  féministe.
- 5 mars : Louis-Alexandre Taschereau, premier ministre libéral du Québec.
- 31 mars : Noah Timmins (en), directeur de mines.
- 19 octobre : Marie Lacoste-Gérin-Lajoie, pionnière du mouvement féministe au Québec
- 27 octobre : Thomas Walter Scott, premier ministre de la Saskatchewan.
- 1er novembre : Newton Wesley Rowell, chef du Parti libéral de l'Ontario.
- 24 novembre : vénérable Alfred Pampalon, prêtre.
- 3 décembre : William John Bowser, Premier ministre de Colombie-Britannique.
- 31 décembre : Edward Maxwell, architecte.

## Décès
- 23 juillet : Samuel Bealey Harrison, premier ministre du Canada-Uni.
- 25 août : Pierre-Flavien Turgeon, archevêque de Québec.
- 1er novembre : John Strachan, évêque anglican de Toronto.
- 29 décembre : Ludger Labelle, journaliste et politicien.